# Каркалиу
Каркалиу (Камень, Каменка, рум. Carcaliu) — коммуна в жудеце (уезде) Тулча, состоящая из одного села, Каркалиу.

## География
Коммуна расположена на расстоянии 181 км к северо-востоку от Бухареста, 51 км на запад от Тулчи, 119 км на север от Констанцы и 28 км на юг от Галаца.

## История
Село основано казаками-некрасовцами.

## Политика
Совет коммуны состоит из 4 социал-демократов, 4 национал-либералов, 4 социал-демократов, 1 члена партии русских липован.

## Население
В 2011 году 91 % жителей коммуны были липованами и 8,9 % румынами. В религиозном отношении в 2011 году в коммуне было 70 % староверов и 19 % православных.

## Уроженцы
- Андриев, Георге
- Софроний (Липали)
- Флавиан (Федя)